# Locomotiva FS 530
Le locomotive gruppo 530 sono state un gruppo di 70 locomotive a vapore, con rodiggio 2-2-0, che le Ferrovie dello Stato acquisirono nel 1905, in seguito al riscatto della Rete Adriatica.

## Storia
Le locomotive vennero costruite a partire dal 1881, su commissione della Società Italiana per le strade ferrate meridionali; di quelle confluite nel parco FS, 30 unità erano di fabbricazione Borsig di Berlino (costruite tra 1881 e 1886), 34 della Ansaldo di Sampierdarena (fornite tra 1882 e 1886) e 6 unità della Henschel & Sohn di Cassel (consegnate nel 1885). 
Le locomotive, immatricolate nel gruppo 170 SFM, trovarono impiego alla trazione dei treni viaggiatori sulle varie linee della Rete Adriatica.
All'istituzione delle Ferrovie dello Stato, vennero inizialmente immatricolate nel gruppo 540, per passare poi nel 1906 alla classificazione definitiva di gruppo 530.
Si ritrovano ancora immatricolate nell'album delle locomotive edito dalle FS nel 1915.

## Caratteristiche tecniche
La locomotiva fu costruita con il rodiggio 2-2-0 tipico delle locomotive veloci per treni viaggiatori; era la classica macchina a vapore saturo, a 2 cilindri esterni a semplice espansione con distribuzione del tipo Stephenson a cassetto piano. Le locomotive presentavano leggere differenze tra di loro. La caldaia era del tipo che sarà comune a quella del similare gruppo 540 FS. 
La potenza massima raggiungeva i 500 CV.
Meccanicamente la locomotiva era costituita da un carro su cui erano disposte le due grandi ruote motrici accoppiate del diametro di 1.850 mm che le consentivano di raggiungere la velocità massima di 85 km/h. La parte anteriore poggiava su un carrello di guida a due assi da 960 mm. 
Alla locomotiva era accoppiato un tender, a due assi, della capacità di 8 t di acqua e 3 t di carbone per le unità da 5302 a 5314 e, a tre assi, della lunghezza di 6,505 m con ruote del diametro di 1.170 mm in grado di trasportare 10 t di acqua e 4,5 t di carbone.
Erano dotate di freno continuo automatico ad aria compressa e di riscaldamento a vapore per le carrozze.